# Molitorosa molitor
Molitorosa molitor är en spindelart som först beskrevs av Bertkau 1880.  Molitorosa molitor ingår i släktet Molitorosa och familjen vargspindlar. Inga underarter finns listade i Catalogue of Life.